# 比利艾斯库萨拉松夫里亚
比利艾斯库萨拉松夫里亚，是西班牙卡斯蒂利亚-莱昂布尔戈斯省的一个市镇。总面积16平方公里，总人口58人（2001年），人口密度4人/平方公里。